# Svenska skolan i Milano
Svenska skolan i Milano är en svensk utlandsskola i Milano i norra Italien grundad 1969.
Skolan erbjuder framför allt undervisning till barn med svensk anknytning, men tar också emot elever från övriga skandinaviska länder. Undervisningsspråket är dock svenska. Likaså kontrolleras skolan av det svenska Skolverket.